# Тім Крічтон
Тім Крічтон (англ. Tim Crichton; нар. 15 квітня 1976) — колишній австралійський тенісист.
Найвищим досягненням на турнірах Великого шолома було 2 коло в парному розряді.

## Титули на челленджерах

### Парний розряд: (9)
| Ранг | Рік  | Турнір               | Покриття | Партнер    | Суперники                           | Рахунок            |
| ---- | ---- | -------------------- | -------- | ---------- | ----------------------------------- | ------------------ |
| 1.   | 2000 | Остенде, Бельгія     | Ґрунт    | Ешлі Фішер | Франсіско Кабельйо Дам'ян Фурманскі | 6–2, 2–6, 6–1      |
| 2.   | 2000 | Остін (Техас), США   | Тверде   | Ешлі Фішер | Рамон Слюйтер Денніс ван Схеппінген | 6–1, 6–7(6–8), 6–0 |
| 3.   | 2000 | Сеул, Південна Корея | Тверде   | Ешлі Фішер | Франтішек Чермак Ота Фукарек        | 6–4, 6–4           |
| 4.   | 2001 | Сінгапур             | Тверде   | Ешлі Фішер | Брендон Гоук Кайл Спенсер           | 3–6, 6–3, 6–4      |
| 5.   | 2001 | Ґрац, Австрія        | Тверде   | Тодд Перрі | Шон Рудман Джефф Вільямс            | 6–4, 6–4           |
| 6.   | 2001 | Куритиба, Бразилія   | Ґрунт    | Ешлі Фішер | Емануел Коуту Педру Перейра         | 6–3, 6–4           |
| 7.   | 2001 | Гельсінкі, Фінляндія | Килим    | Джим Томас | Александар Кітінов Джек Вейт        | 6–3, 6–4           |
| 8.   | 2002 | Валенсія             | Ґрунт    | Тодд Перрі | Маркус Гільперт Шон Рудман          | W/O                |
| 9.   | 2002 | Сеговія, Іспанія     | Тверде   | Тодд Перрі | Кароль Бек Сандер Гройн             | 5–7, 7–6(7–3), 6–4 |